# Signos musicales

## Líneas
|  | Pentagrama El entramado fundamental de una partitura sobre el cual se ubican los demás símbolos. Cada una de las cinco líneas y sus espacios intermedios a los siete tonos repetitivos de la escala diatónica, de acuerdo con la clave en uso. Por ejemplo, en un pentagrama con la clave de sol, la primera línea inferior corresponde a la nota mi (E) correspondiente al do central (C). El espacio inmediatamente superior es fa (F4) y así sucesivamente. |
|  | Líneas adicionales Se utilizan para extender el pentagrama cuando se quieren representar notas por encima o debajo de este. nota. El límite convencional es de cuatro líneas adicionales. |

## Barras
- 0: Barra inicial: Indica el comienzo de una partitura. (No está numerada en el gráfico, pero es la que se encuentra antes de las claves).
- 1: Barra simple: Separa dos compases.
- 2: Barra doble: Utilizada para separar dos secciones o frases musicales. Igualmente se emplean cuando hay un cambio de armadura de clave, de compás o cambios sustanciales de estilo o tempo.
- 3: Barra de inicio de repetición: Indica un compás en repetición.
- 4: Barra de final de repetición: Indica que hasta este compás es la repetición.
- 5: Barra punteada: es para el cambio de clave o armadura de la partitura.
- 6: Barra de fin de repetición e inicio de la siguiente repetición: Indica que a partir de esta barra termina una repetición y comienza otra.
- 7: Barra 'Tic-tac' o barra mínima: Marca una separación en la música que no puede ser dividida directamente en dimensiones o en una secuencia de medidas irregulares. Es similar a la vírgula y tiene su origen en el canto gregoriano.
- 8: Barra entre las líneas: Se utiliza de vez en cuando en la música vocal.
- 9: Barra invisible: Se utiliza con piezas más libres sin estructura de tamaño aparente.
- 10:Barra doble final: Señala el fin de toda la partitura.

## Claves
Las claves definen el rango tonal o tesitura del pentagrama. La clave es normalmente el símbolo que se representa más a la izquierda del pentagrama. Puede haber claves adicionales en medio para indicar un cambio de registro para instrumentos.
|  | Clave neutral Utilizado para instrumentos de percusión. Cada línea puede representar un instrumento de percusión dentro de un conjunto, como en una batería. Dos estilos diferentes de clave neutral aparecen en la imagen. También puede ser representada con una sola línea para cada instrumento de percusión. |
|  | |
|  | Clave de do Esta clave indica la línea (o espacio, rara vez) que representa al do central o aproximadamente 262 Hz. Situada así, hace que la línea central del pentagrama corresponda al do central. Mientras otras claves pueden situarse en cualquier lugar dentro del pentagrama para indicar varias tesituras, la clave de do es considerada comúnmente una clave "movible": frecuentemente se sitúa en la cuarta línea. Esta clave es utilizada comúnmente en música escrita para viola, fagot, violonchelo y trombón. Reemplaza la clave de fa cuando el número de líneas adicionales sobre la clave de fa impide una fácil lectura. |
|  | Clave de sol El centro de la espiral define la línea o espacio sobre el cual se sitúa la nota sol sobre el do central o aproximadamente 262 Hz. Colocada así, se asigna a sol sobre el do central a la segunda línea del pentagrama contada desde la parte inferior y se conoce como la «clave de agudos». Esta es la clave más común en notación musical y se usa para la mayor parte de la música vocal moderna. |
|  | Clave de fa La línea o espacio entre los puntos en esta clave indica fa bajo el do central o aproximadamente 175 Hz. Situada así, hace que la segunda línea del pentagrama contada desde la parte superior corresponda a fa bajo el do central. |
|  | Clave de octavas Las claves de sol y fa también pueden ser modificadas por los números de octavas. Un número ocho o quince por encima de una clave eleva el rango de una a dos octavas, respectivamente. De igual manera, un número ocho o quince por debajo de una clave reduce el rango de una a dos octavas, respectivamente. A veces, un cambio de una octava hacia arriba se denota mediante la inscripción de dos claves de nota en lugar de una. |
|  | |
|  | |
|  | |
|  | |
|  | Acolada o llaves Conecta dos o más pentagramas para ser interpretados simultáneamente. Normalmente la encontramos en las partituras para teclados, como piano u órgano o cualquier otro instrumento interpretado a dos manos, como el arpa. |

## Figuras y silencios
Los valores de las figuras y silencios no son absolutos sino proporcionales en duración a las otras notas y silencios. Aunque habitualmente se asocia el valor de la negra a 1, esto es válido solamente en compases donde el denominador es 4 (es decir, en cuartos). Para una mejor comprensión del compás es necesario utilizar los valores reales de las figuras, expresados en enteros y fracciones.
| Figura | Duración                                                                             | Silencio |
|        | Máxima o dúplex Duración: 8 enteros                                                  |          |
|        | Longa Duración: 4 enteros                                                            |          |
|        | Cuadrada o Breve Duración: 2 enteros                                                 |          |
|        | Redonda Duración: 1 entero                                                           |          |
|        | Blanca Duración: 1/2                                                                 |          |
|        | Negra Duración: 1/4                                                                  |          |
|        | Los corchetes de los silencios y de las notas se corresponden. Corchea Duración: 1/8 |          |
|        | Semicorchea Duración: 1/16                                                           |          |
|        | Fusa Duración: 1/32                                                                  |          |
|        | Semifusa Duración: 1/64                                                              |          |
|        | Cuartifusa o Garrapatea Duración: 1/128                                              |          |
|        | Semigarrapatea Duración: 1/256                                                       |          |

Las semigarrapateas son infrecuentes aunque se suelen oír en obras de Vivaldi o Beethoven. La Toccata Grande Cromática, de principios de siglo XIX escrita por Anthony Heinrich, utiliza valores de notas de 2,048ª. Sin embargo, el contexto muestra claramente que estas notas tienen una unión de más, por lo que realmente se observa 1024ª.

## Alteraciones
Las alteraciones modifican la altura de las notas que les siguen en la misma posición del pentagrama dentro de una medida, a no ser que sea cancelada por una nueva alteración.
|  | Doble bemol Disminuye el tono de la nota por dos semitonos cromáticos. |
|  | Bemol y medio Disminuye el tono de una nota por 3/4 de tono. (Usado en música microtonal.) |
|  | |
|  | Bemol Disminuye el tono de una nota por un semitono. |
|  | Semibemol Disminuye el tono de una nota por 1/4. (Usado en música microtonal.) |
|  | |
|  | Becuadro Cancela un accidente previo, o modifica el tono de un sostenido o bemol según la clave que figura al principio del pentagrama (Como por ejemplo: un Fa-sostenido en una clave de Sol Mayor). |
|  | Semisostenido Aumenta el tono de la nota por 1/4. (Usado en música microtonal.) |
|  | Sostenido Aumenta el tono de la nota por un semitono. |
|  | Sostenido y medio Aumenta el tono de la nota por 3/4. (Usado en música microtonal.) |
|  | Doble sostenido Aumenta el tono de la nota por dos semitonos cromáticos. |
|  | Puntillo Colocando un puntillo a la derecha se añade a la nota la mitad de la duración que tenía. Se pueden añadir más puntillos, y cada uno añadirá a la nota la mitad de duración que le añade el puntillo precedente. Los silencios también pueden tener puntillos, en la misma manera que las notas. |

### Armaduras de clave
Las armaduras de clave definen las alteraciones que tendrán las notas en esa línea o espacio, evitando el uso de alteraciones para muchas notas. Si no figura ninguna armadura, la tonalidad asociada se supone que es do mayor/la menor, pero también puede significar una armadura neutral, empleando las alteraciones individuales que sean necesarias para cada nota. Las armaduras empleadas en el siguiente ejemplo, son descritas como podrían aparecer en un pentagrama.
|  | Armadura de bemoles Disminuye un semitono la nota de la línea o espacio correspondiente, determinando si la tonalidad es menor o mayor. Las diversas tonalidades se caracterizan por el número de alteraciones que tienen. Estos bemoles aparecen siempre siguiendo un orden determinado: si♭ - mi♭ - la♭ - re♭ - sol♭ - do♭ - fa♭. Por ejemplo, si se utilizan únicamente los dos primeros bemoles, la tonalidad es si bemol mayor/sol menor y todas las notas si y mi son disminuidas a si♭ y mi♭.                    |
|  | Armadura de sostenidos Aumenta un semitono la nota de la línea o espacio correspondiente, determinando si la tonalidad es menor o mayor. Las diversas tonalidades se caracterizan por el número de alteraciones que tienen. Estos sostenidos aparecen siempre siguiendo un orden determinado: fa ♯ - do ♯ - sol ♯ - re ♯ - la ♯ - mi ♯ - si ♯. Por ejemplo, si se utilizan únicamente los primeros cuatro sostenidos la tonalidad es mi mayor/do sostenido menor y las notas correspondientes son elevadas un semitono. |

## Tiempo y compás
El compás determina la medida de la música. La música es dividida en secciones uniformes llamadas «compases». Por otra parte, el mismo término «compás» designa al quebrado que marca el tiempo específico de una pieza estableciendo el número de pulsos que corresponden en cada compás como sección. 
Este sistema no determina necesariamente los pulsos que han de enfatizarse, sino que tiende a sugerir ciertas agrupaciones de pulsos predominantes. 
|  | Tiempo específico El número de abajo o denominador indica el valor de la nota del pulso básico de la música (en este caso el 4 representa un cuarto de tiempo, o sea una negra). El número de arriba o numerador indica cuantos tiempos existen en cada compás, independientes del número de notas. Este ejemplo anuncia que cada compás posee tres negras, o el equivalente a estas. |
|  | Compasillo Este símbolo proviene de la notación rítmica del siglo XVI, en aquella época significaba 2/4 pero ahora es el equivalente a 4/4. |
|  | Compasillo binario Indica un tiempo de 2/2, queriendo decir 2 pulsos de blancas, también llamado Alla breve. |
|  | Marca del metrónomo Escrita al principio de una partitura y en el momento de cualquier cambio significativo del tiempo, este símbolo precisamente determina el tempo (Tiempo) de la pieza musical asignando la duración absoluta de todas las notas en la partitura. En este ejemplo en particular, se le dice al intérprete que 120 negras caben en un minuto de tiempo.             |

## Pausas
|  | Respiro o vírgula En una partitura, este símbolo dice al intérprete que debe tomar un breve aliento (o hacer una ligera pausa para instrumentos que no son de viento). Esta pausa no afecta el tiempo entero por lo general. Para instrumentos de cuerda indica levantar el arco y tocar la siguiente nota hacia abajo. |
|  | Caesura Indica una breve pausa silenciosa, durante la cual no se cuenta el tiempo. En un conjunto de cuerdas, el tiempo continúa cuando lo indica el director. |
|  | Compás de espera Indica el número de compases que se debe esperar en silencio. |

## Relación entre las notas
|  | Ligadura de prolongación Indica que las dos notas unidas entre sí, son tocadas como una sola nota. Esto también puede indicar una nota sostenida dos o más valores. |
|  | Ligadura de expresión Indica que las dos notas deben tocarse de manera ininterrumpida; en un solo soplo (en el caso de los instrumentos de viento); o (en el caso de los instrumentos que no son de viento, ni aquellos que se tocan con arco), indica que las notas deben conectarse en una misma frase. Las ligaduras y las ligaduras de expresión son similares en apariencia. Una ligadura une siempre dos notas adyacentes del mismo tono, mientras que una ligadura de expresión puede unirse a cualquier número de notas de diferentes tonos. |
|  | Legato Notas cubiertas por este signo son tocadas sin articular una separación a través de la interrupción del sonido. |
|  | Glissando Un continuo, ininterrumpido deslizamiento de una nota a la otra, que incluye un vibrato. |
|  | Marca de frase Usualmente aparece en música para instrumentos de cuerdas. |
|  | Tresillo Condensa tres notas en la duración normal de dos notas (en este caso, un tresillo de negras equivale al tiempo de dos negras). Si las notas que envuelve, están unidas (ya sean corcheas, semicorcheas, etc.), éstas se omiten y se unen entre sí. Esto puede ser generalizado a un triplete, cuando un cierto número de notas se condensan en la duración normal de la mayor potencia de dos notas inferior a ese número, por ejemplo, seis notas desempeñado en la duración normal de cuatro notas.                                       |
|  | Acorde Tres o más notas son tocadas simultáneamente. Si solamente dos notas son tocadas, se le llama intervalo. Los acordes de tres notas son llamados tríadas. |
|  | Arpegio O acorde «roto». Como un acorde, excepto que las notas son tocadas de manera secuencial, generalmente en orden ascendente. |
|  | Notas con uniones Conectan valores de notas breves como las corcheas, semicorcheas, fusas, semifusas, garrapateas, y semigarrapateas. |

## Dinámica
La dinámica indica la intensidad relativa o el volumen de una línea musical.
|  | Pianississimo Extremadamente suave. Es poco frecuente observar un indicador más suave que este, en cuyo caso se especifican con ps adicionales.                                                                           |
|  | Pianissimo Muy suave. Por lo general, es el indicador más suave en una pieza musical. |
|  | Piano Suave. Por lo general, es el indicador más usado. |
|  | Mezzopiano (medio piano) su sonido es la mitad de suave que el piano. |
|  | Mezzoforte Asimismo, es la mitad de ruidoso que el forte. Más comúnmente usado que el mezzopiano. Si no figura ninguna dinámica, se supone que mezzoforte es la dinámica que prevalece.                                   |
|  | Forte Ruidoso. Usado muchas veces como el piano, para indicar contraste. |
|  | Fortissimo Muy ruidoso. Por lo general, es el indicador más ruidoso en una pieza musical. |
|  | Fortississimo Extremadamente fuerte. Es poco frecuente observar un indicador más fuerte que este, en cuyo caso se especifican con fs adicionales.                                                                         |
|  | Sforzando Literalmente "forzado", indica un brusco, fuerte acento en un solo sonido o acorde. Nota: cuando es escrito a cabo en su totalidad, se aplica a la secuencia de sonidos o acordes bajo/sobre la cual se coloca. |
|  | Crescendo (creciendo) Un incremento gradual del volumen. Puede ser extendido por debajo de muchas notas para indicar que el volumen incrementa lentamente durante el pasaje.                                              |
|  | Decrescendo (disminuyendo) o Diminuendo Una disminución gradual en el volumen. Puede ser extendido de la misma manera que el crescendo.                                                                                   |
|  | Piano Forte Indica al músico que debe primero tocar suave (Piano) y a la siguiente nota tocar extremadamente fuerte (Forte).                                                                                              |
|  | Fortepiano Indica que la nota debe tocarse fuerte y luego volverse suave inmediatamente. |

## Articulación o acento
Las articulaciones (o acentos) especifican la forma en que las notas individuales se interpretan dentro de una frase o pasaje. Se pueden perfeccionar mediante la combinación de más de un símbolo por encima o por debajo de una nota. También pueden aparecer en relación con marcas de fraseo mencionadas anteriormente.
|                | Picado o Staccato Estos indican que la nota es tocada de manera más corta que la anotada, por lo general la mitad de su valor, el resto del valor es un silencio. La marca del staccato puede aparecer en las notas de cualquier valor, acortando su duración real sin acelerar la música en sí. |
|                | Staccatissimo Indica un silencio más prolongado después de la nota, haciendo de la nota, muy corta. Por lo general, es aplicado en corcheas o valores más cortos. En el pasado, este significado del marcado era más ambigua: a veces se utilizan indistintamente con staccato y en ocasiones se indica un acento y no staccato. Estas utilizaciones hoy en día han caído prácticamente en desuso, aunque todavía aparecen en algunas partituras. |
|                | Tenuto Este símbolo tiene dos significados. Por lo general indica que debe ser tocado por su valor total, sin ningún tipo de silencio entre esta y la siguiente nota, pero con un ataque (no legato). También puede dirigir al intérprete o ejecutante a dar la nota un ligero acento. |
|                | Acento La nota se ejecuta más fuerte o con un ataque más intenso que cualquier nota sin acentuar. Puede aparecer en notas de cualquier duración. |
|                | Marcato La nota se ejecuta mucho más fuerte o con un ataque mucho más intenso que cualquier nota sin acentuar. Puede aparecer en notas de cualquier duración. |
|                | Calderón o Fermata Una nota, acorde, silencio o barra de compás cuya duración se prolonga a voluntad del intérprete. Por lo general, aparece sobre todas las voces que se encuentran en la misma ubicación métrica de una pieza, para señalar un alto en el tempo. Puede ser colocado por encima o por debajo de la figura musical. |
| arco col legno | arco (con el arco) o bien col legno Indica que se tocan las cuerdas con el arco, al terminar un pasaje en pizzicato. |
|                | Pizzicato (pellizcado) Indica que se toca pulsando las cuerdas con la yema de los dedos y no con el arco. |
|                | Pizzicato con mano izquierda o Nota frenada En un instrumento de cuerda la nota es ejecutada como pizzicato pero por los mismos dedos de la mano izquierda. En la trompa este acento indica una "nota frenada" (una nota tocada con la mano que frena la nota en la campana de la trompa). |
|                | Snap pizzicato En un instrumento de cuerda la nota es tocada mediante un estiramiento de la cuerda fuera del mástil del instrumento y luego la suelta haciendo que golpee contra el mástil. |
|                | Nota en armónico o Nota abierta En un instrumento de cuerda, denota que se va a tocar dicha nota en armónico, sea natural o artificialmente. En un instrumento de viento valvular, indica que la nota se va a tocar de manera "abierta" (sin reducir cualquier válvula). |
|                | Arco hacia arriba o Sull'arco Para instrumentos de cuerda frotada, indica que la nota debe ejecutarse desde la punta del arco hacia su base. Para instrumentos tocados con plectro, la nota se ejecuta con un ataque hacia arriba. |
|                | Arco hacia abajo o Giù arco Para instrumentos de cuerda frotada, indica que la nota debe ejecutarse desde la base del arco hacia la punta. Para instrumentos tocados con plectro, la nota se ejecuta con un ataque hacia abajo. |

## Adornos
Los adornos modifican el patrón de alturas de una nota individual.
|  | Trino Una rápida alternación entre la nota específica y el siguiente tono o semitono más alto dentro de su duración. Cuando es seguida por una línea horizontal ondulada, este símbolo indica un largo trino. |
|  | Semitrino Es la inserción de una nota a modo de trino breve, la nota insertada puede ser un semitono o un tono superior o inferior enmarcada en el valor de la nota que lleva el símbolo (este caso particular se llama "mordente superior" y la nota insertada es la que está por encima de la nota que porta el mordente). Si este mismo signo estuviera atravesado en el centro por una pequeña línea vertical, la nota insertada estaría por debajo de la nota específica, y el adorno se llamaría "mordente inferior". |
|  | Grupeto Combina un mordente mayor y menor, en ese orden, se especifica en la nota del valor. Si el símbolo se invierte, el mordente menor se toca primero. |
|  | Appoggiatura (apoyatura) Esto significa que la primera mitad que dura la nota principal, tiene el tono de la nota de gracia (los dos primeros tercios si la nota principal es un puntillo). La mayoría de las veces no afecta al tiempo. |
|  | Mordente Esto significa que la duración de la nota principal, comienza con el tono de la nota de gracia para sólo una muy pequeña parte del valor de la nota principal. Al igual que la Apoyatura, no influye en el tiempo. |

## Octavas
|  | Octava alta Notas por debajo de la línea discontinua se toca una octava superior a la simbolizada.        |  | Octava baja Notas por debajo de la línea discontinua se toca una octava inferior a la simbolizada.        |
|  | Quindicesima alta Notas por debajo de la línea discontinua se toca dos octavas superior a la simbolizada. |  | Quindicesima baja Notas por debajo de la línea discontinua se toca dos octavas inferior a la simbolizada. |

## Repetición y codas
Estos signos nos ayudan a ahorrar espacio en la partitura. En música es muy frecuente que se repitan las mismas frases musicales, por lo que existen símbolos que nos asisten a la hora de saber los compases que hay que repetir al tocar. Evitan volver a escribir compases que ya han sido escritos.
|  | Trémolo |
|  | Ritornelo Indica que la sección de la partitura que se encuentra entre las dos barras, debe repetirse. Si no hay una barra que indique donde comienza la repetición, deberá repetirse desde el inicio, o donde se indique "al Capo".                                                                           |
|  | Repetición de compás El primer signo indica que se debe repetir el compás anterior. En cambio, el segundo signo indica que se debe repetir los dos compases anteriores consecutivamente. |
|  | Parentesis Volta (primer y segundo final) Indican que un pasaje debe interpretarse de manera diferente durante la repetición. En la primera ejecución, el final corresponde a la sección marcada con "1". En la repetición, el final corresponderá a la sección marcada con el número "2" y así sucesivamente. |
|  | Da capo Le dice al intérprete que debe repetir la melodía desde el inicio. Esto es seguido por al fine, lo que significa repetir hasta la palabra fine y parada, o al coda, lo que significa repetir la coda y luego saltar hacia adelante.                                                                    |
|  | Dal segno Le dice al intérprete que debe repetir la canción a partir del segno más cercano. Esto es seguido por al bien o al coda al igual que con da Capo. |
|  | Segno Marca utilizada con "Dal Segno". |
|  | Coda Indica un salto adelante en la canción para poner fin a su paso, marcado con el mismo signo. Sólo se usa después de un D.S. al coda o D.C. al coda. |

## Notación específica de ciertos instrumentos

### Tablatura para guitarra
Para las guitarras y otros instrumentos de cuerda pulsada, es posible notar mediante tablatura en lugar de usar las notas ordinarias. En este caso, un signo TAB se escribe en lugar de una clave. El número de líneas del pentagrama no es necesariamente cinco: se utiliza una línea para cada cuerda del instrumento (así, para las guitarras de 6 cuerdas se usan seis líneas). Los números en las líneas muestran el traste en que la cuerda debería ser tocada. Este signo TAB, al igual que la clave de percusión, no es una clave en sentido estricto, sino más bien un símbolo empleado en lugar de una clave.
La guitarra tiene un sistema de notación para la mano derecha, representado por letras correspondientes a los nombres de los dedos en español. Se escriben encima, debajo o al lado de la nota a la que se adjuntan. Son los siguientes:
| Símbolo    | Español | Inglés |
| ---------- | ------- | ------ |
| p          | pulgar  | thumb  |
| i          | índice  | index  |
| m          | medio   | middle |
| a          | anular  | ring   |
| c, x, e, q | meñique | little |

Para la mano izquierda se utiliza un número para designar a cada dedo:
| Símbolo | Español | Inglés |
| ------- | ------- | ------ |
| 1       | índice  | index  |
| 2       | medio   | middle |
| 3       | anular  | ring   |
| 4       | meñique | little |

### Piano
Marcas de pedal 
|  | Accionar el pedal Indica al pianista que el pedal de sostenido debe accionarse. |
|  | Soltar el pedal Indica al pianista que el pedal de sostenido debe soltarse. |
|  | Marca de pedal variable Indica el uso del pedal con mayor precisión. La línea inferior extendida indica al pianista que debe accionar el pedal en todas las notas donde aparezca por debajo. La forma de «V» invertida (Λ) indica que el pedal debe soltarse momentáneamente, luego de lo cual se presiona una vez más. |
|  | |

 Otra notación para piano 
| m.d. / MD / r.H. / r.h. / RH | mano destra (Italiano) main droite (Francés) rechte Hand (Alemán) | mano sinistra (Italiano) main gauche (Francés) linke Hand (Alemán) left hand (Inglés) | 1, 2, 3, 4, 5 | Identificación de los dedos: 1 = Pulgar 2 = Índice 3 = Medio 4 = Anular 5 = Meñique |